# فیلیپ ریبو
فیلیپ ریبود (فرانسوی: Philippe Riboud‎؛ زادهٔ ۹ آوریل ۱۹۵۷) شمشیرباز اهل فرانسه است.
وی همچنین برندهٔ جوایزی همچون لژیون دونور (افسر) شده‌است.
وی در مسابقات کشوری و بین‌المللی در مجموع برندهٔ ۵ مدال طلا، ۵ مدال نقره، ۴ مدال برنز شده‌است.